# Jiuhua Shan

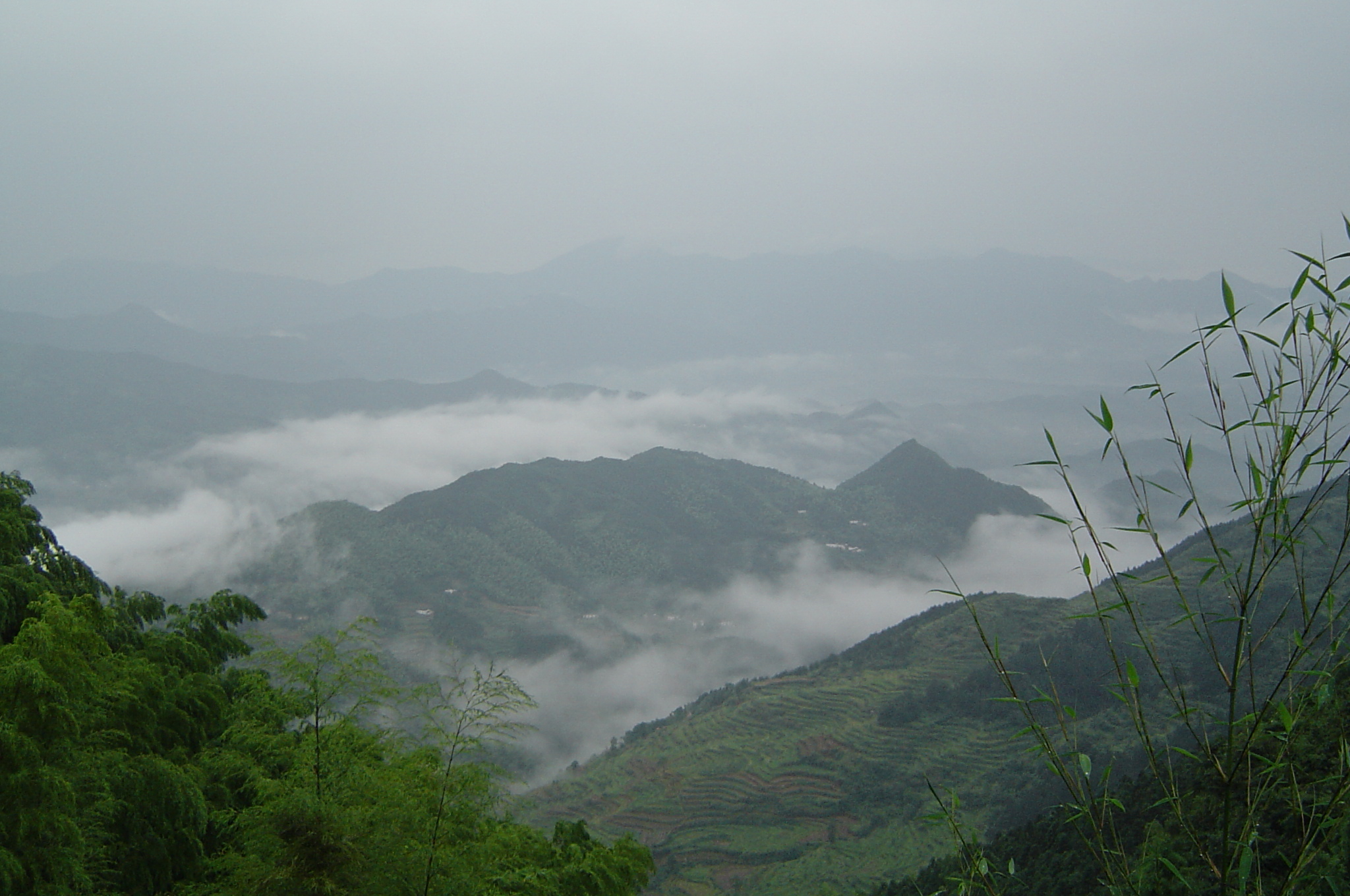
Jiuhua-Gebirge

Das Jiuhua-Gebirge (chinesisch 九華山 / 九华山, Pinyin Jǐuhuá Shān – „Berg der Neun Herrlichkeiten“) zählt zu den vier heiligen Bergen des chinesischen Buddhismus. Es liegt im Kreis Qingyang in der chinesischen Provinz Anhui und ist berühmt für seine schöne Landschaft und vielen Tempel.
Viele Schreine und Tempel sind Ksitigarbha gewidmet, der in China unter dem Namen Dizang (地藏菩萨,  Dìzàng púsà) bekannt ist.

## Geschichte
Der Jiuhua Shan wurde zur Zeit der Han-Dynastie Lingyang genannt. Während der Liang- und Chen-Dynastien der Süddynastie wurde er Jiuzi genannt. Eine Legende besagt, dass der große Dichter Li Bai aus der Tang-Dynastie hierher reiste und schrieb: „Die Magie ist in zwei Zweige geteilt, der heilige Berg erzeugt neun Herrlichkeiten“, woraus sich der Name Jiuhua ergab.
Der Jiuhua Shan befindet sich im südöstlichen Teil der Stadt Chuzhou im Kreis Qingyang in der Provinz Anhui. Die Bruttofläche beträgt 120 Quadratkilometer, während die Schutzfläche 114 Quadratkilometer erreicht. Der Shiwang Peak ist der höchste Berg mit einer Höhe von 1342 Metern. Zusammen mit dem Wutai Shan in Shanxi, dem Emei Shan in Sichuan und dem Putuo Shan in Zhejiang. Der Jiuhua Shan wird als einer der vier großen buddhistischen Berge in China bezeichnet. Im Jahr 719 n. Chr. kam Jin Qiaoque, ein Silla-Fürst (die heutige Stadt Qingzhou in Südkorea), der zum Bhikkhu ordiniert wurde, auf den Jiuhua Shan und kultivierte sich 75 Jahre lang. Er starb im Alter von 99 Jahren, sein Körper blieb als heilige Reliquie unversehrt. Da er dem Dizang Bodhisattva sehr ähnlich sah, glaubte die dortige Mönchsgemeinschaft, dass er eine der Inkarnationen des Dizang Bodhisattva sei, und so wurde der Jiuhua Shan zur heiligen Stätte des Dizang Bodhisattva. Während der goldenen Periode der Ming- und Qing-Dynastien gab es hier 360 Tempel und 4.000 bis 5.000 Mönche und Nonnen. Der Berg ist nicht nur für seine buddhistische Kultur berühmt, sondern auch für seine Naturlandschaften mit alten Kiefern, grünen Bambuswäldern, seltsamen Felsen, Wasserfällen, Bächen und Höhlen.
Der Jiuhua Shan war ursprünglich als Jiuzi (Neun-Zinnen-Berg) bekannt. Doch seit Li Bai, der berühmte Dichter der Tang-Dynastie, über den Berg schrieb, ist er nicht mehr wegzudenken.
Als ich neulich den Jiujiang-Fluss hinuntersegelte, sah ich in der Ferne die Jiuhua-Gipfel. Sie sahen aus wie ein himmlischer Fluss dessen grünes Wasser mit Hibiskusblüten bestickt ist.
Der Berg wurde in Jiuhua Shan umbenannt. Als beliebtes Pilgerziel war er im südöstlichen Teil Chinas sehr bekannt und wurde zu einem der vier heiligen Berge des Buddhismus. Seit seiner Eröffnung im Jahr 1979 genießt der Jiuhua-Berg mit seiner reichhaltigen buddhistischen Kultur und seiner einmalig schönen Landschaft hohes Ansehen in Südostasien, Südkorea und Japan. Er ist als Berg und Bodhimaṇḍa des Dizang-Bodhisattva bekannt und besitzt eine große Anzahl heiliger buddhistischer Reliquien. In dem Gebiet gibt es 99 Gipfel, darunter den Shiwang-Gipfel, den Lotus-Gipfel und andere.
Nach der Auszeichnung als nationaler Geopark und als regionaler Geopark (Asia Pacific Geopark Network) wurde das Gebiet 2019 in die Liste der UNESCO Global Geoparks aufgenommen.
Der Jiuhua Shan war ursprünglich als Jiuzi (Neun-Zinnen-Berg) bekannt. Doch seit Li Bai, der berühmte Dichter der Tang-Dynastie, über den Berg schrieb, wurde er in Jiuhua Shan umbenannt.
Als beliebtes Pilgerziel war er im südöstlichen Teil Chinas sehr bekannt und wurde zu einem der vier heiligen Berge des Buddhismus. Seit seiner Eröffnung im Jahr 1979 genießt der Jiuhua Shan mit seiner reichhaltigen buddhistischen Kultur und seiner einmalig schönen Landschaft hohes Ansehen in Südostasien, Südkorea und Japan. Er ist als Berg und Bodhimaṇḍa des Dizang-Bodhisattva bekannt und besitzt eine große Anzahl heiliger buddhistischer Reliquien. In dem Gebiet gibt es 99 Gipfel, darunter den Shiwang-Gipfel, den Lotus-Gipfel und andere.

## Galerie

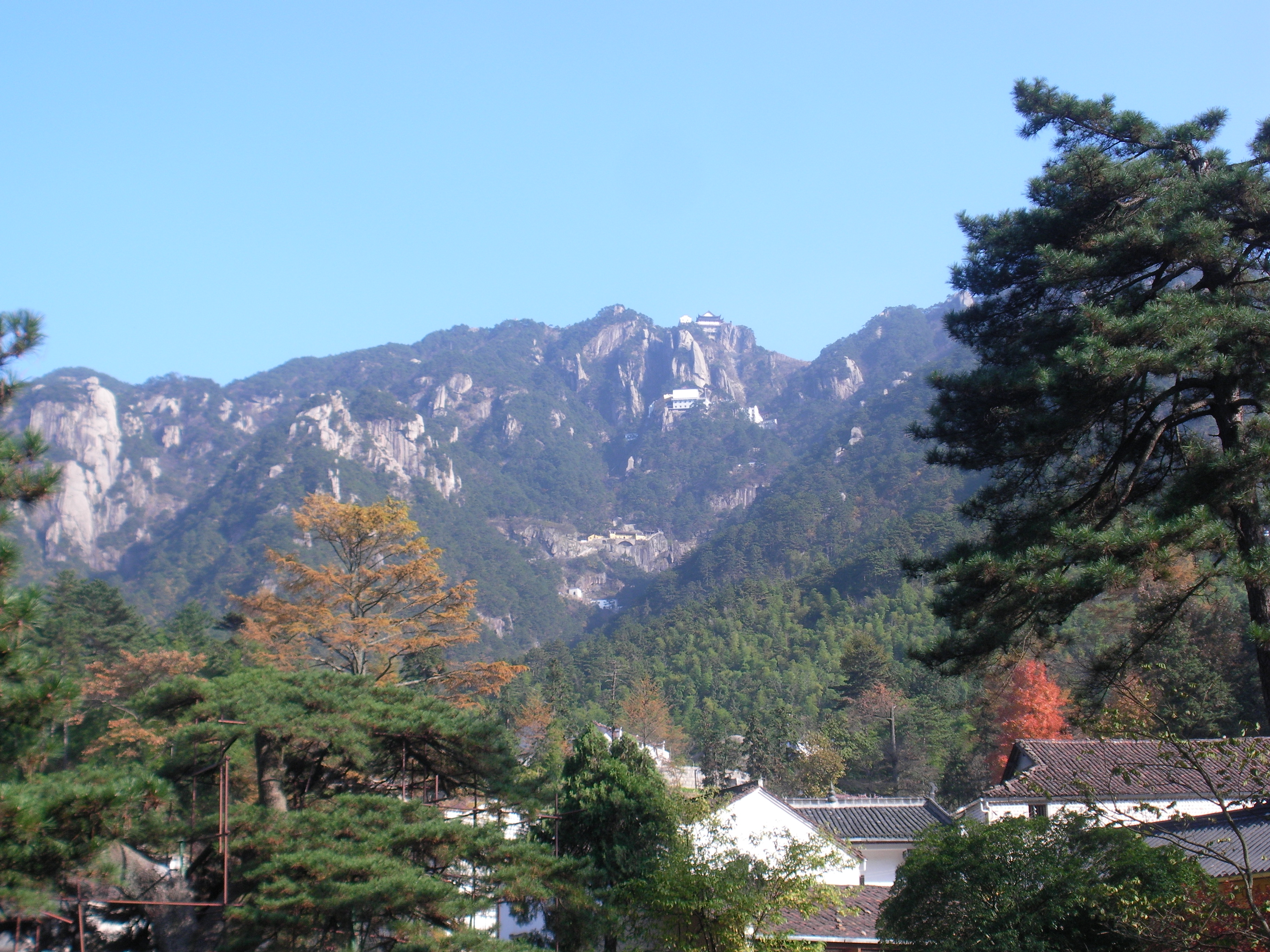
Bergrücken im Jiuhuashan
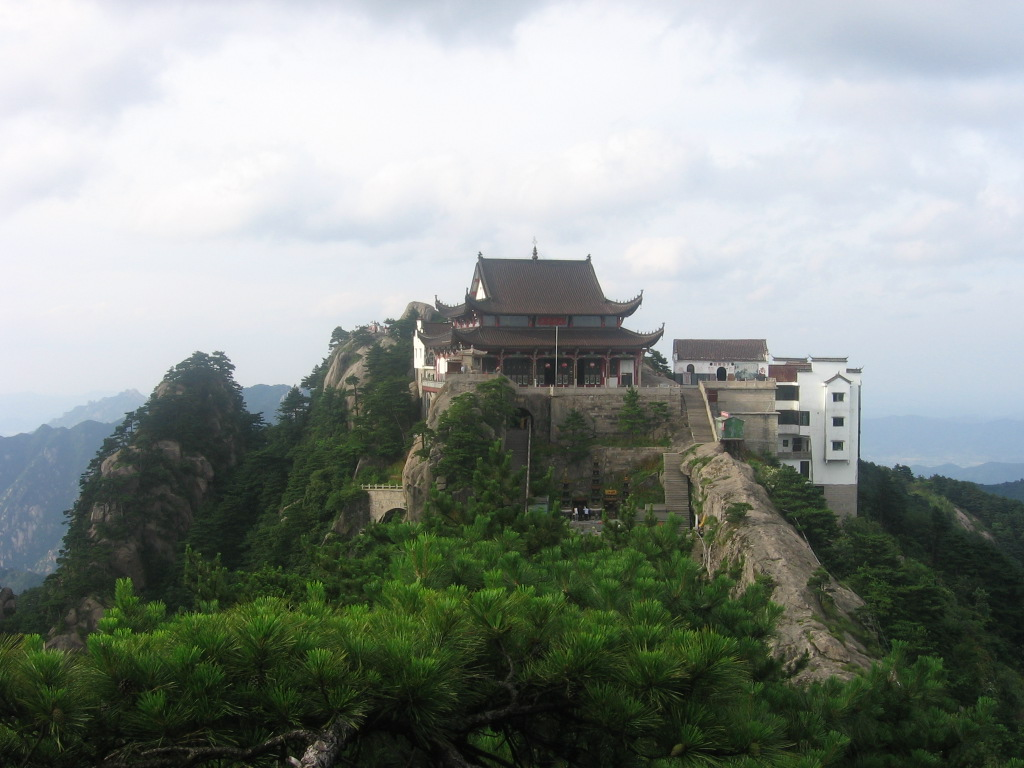
Obere Tempelhalle Daxiong Baodian
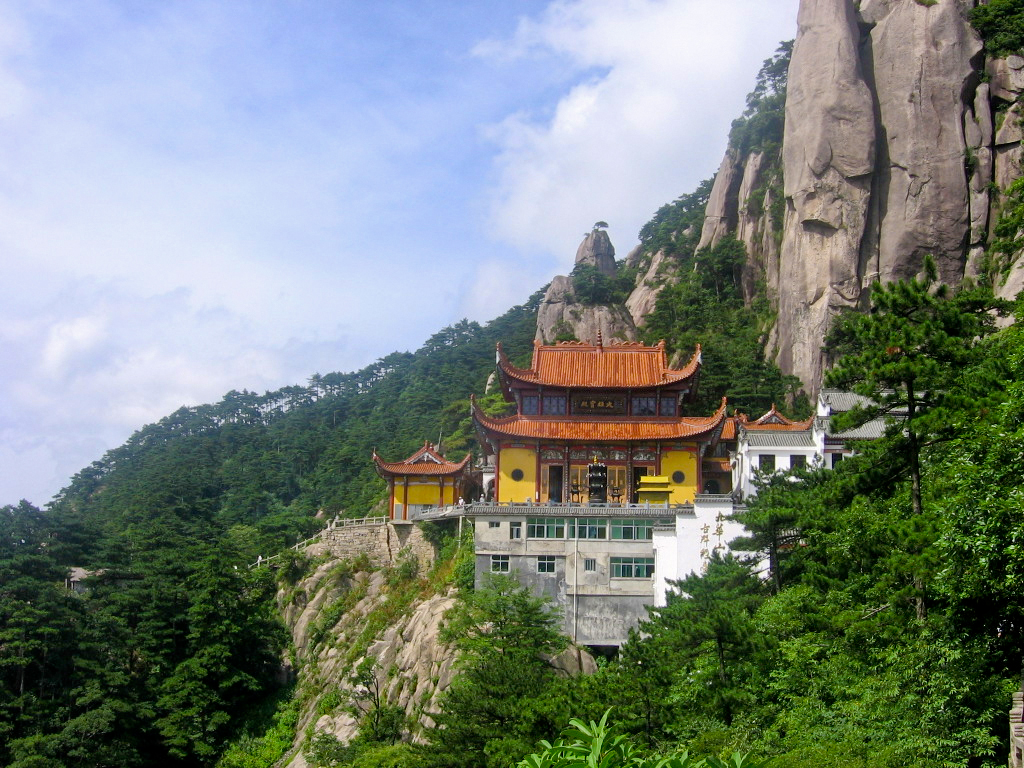
Untere Tempelhalle Daxiong Baodian